# ミニドカ郡 (アイダホ州)
ミニドカ郡（英: Minidoka County）は、アメリカ合衆国アイダホ州の中央部に位置する郡である。2010年国勢調査での人口は20,069人であり、2000年の20,174人より僅かに減少した。郡庁所在地はルパート市（人口5,554人）であり、同郡で人口最大の都市でもある。
郡名はダコタ・スー族の言葉で、泉または泉水を意味する。ミニドカという言葉はスネーク川平原の中央に敷かれたユニオン・パシフィック鉄道の支線、オレゴン短線の名前として1883年に初めて使われていた。この支線は後に水補給所となったミニドカの集落はこの駅の側で大きくなった。20世紀に入ってセオドア・ルーズベルト大統領の時代に1904年に完工したミニドカ・ダムの建設など再生プロジェクトのときに「ミニドカ」が使われた。ジェローム郡内にあるミニドカ国立歴史地区はこの再生プロジェクトの一部であり、同じ名前を使うことになった。ミニドカ郡は1913年1月28日にリンカーン郡から分離して設立された。
ミニドカ郡はバーリー小都市圏に属している。

## 地理
アメリカ合衆国国勢調査局に拠れば、郡域全面積は762.98平方マイル (1,976.1 km2)であり、このうち陸地は759.62平方マイル (1,967.4 km2)、水域は3.36平方マイル (8.7 km2)で水域率は0.44％である。
スネーク川平原のマジック・バレーの一部にある。郡南部は灌漑を施された農地であり、北部は溶岩層になっている。概して標高4,200フィート (1,300 m) から4,500フィート (1,400 m) の間にある。スネーク川が郡の南側境界となっている。

## 隣接する郡
- ブレイン郡 - 北、東
- カシア郡 - 南
- ジェローム郡 - 西
- リンカーン郡 - 西

### 国立保護地域
- 月のクレーター国立保護区（部分）
- ミニドカ国立野生生物保護区（部分）

### 高規格道路
- - 州間高速道路西84号線
- - アイダホ州道24号線
- - アイダホ州道25号線

## 人口動態
以下は2000年の国勢調査による人口統計データである。
| 基礎データ - 人口: 20,174人 - 世帯数: 6,973 世帯 - 家族数: 5,362 家族 - 人口密度: 10人/km2（27人/mi2） - 住居数: 7,498軒 - 住居密度: 4軒/km2（10軒/mi2） 人種別人口構成 - 白人: 78.07% - アフリカン・アメリカン: 0.26% - ネイティブ・アメリカン: 0.88% - アジア人: 0.42% - 太平洋諸島系: 0.02% - その他の人種: 17.83% - 混血: 2.52% - ヒスパニック・ラテン系: 25.46% 先祖による構成 - イギリス系：18.1％ - ドイツ系：12.9％ - アメリカ人：12.0％ | 年齢別人口構成 - 18歳未満: 31.6% - 18-24歳: 9.1% - 25-44歳: 25.2% - 45-64歳: 20.9% - 65歳以上: 13.2% - 年齢の中央値: 34歳 - 性比（女性100人あたり男性の人口） - 総人口: 99.9 - 18歳以上: 97.8 世帯と家族（対世帯数） - 18歳未満の子供がいる: 38.9% - 結婚・同居している夫婦: 64.4% - 未婚・離婚・死別女性が世帯主: 8.2% - 非家族世帯: 23.1% - 単身世帯: 20.0% - 65歳以上の老人1人暮らし: 9.6% - 平均構成人数 - 世帯: 2.87人 - 家族: 3.32人 収入と家計 - 収入の中央値 - 世帯: 32,021米ドル - 家族: 36,500米ドル - 性別 - 男性: 28,977米ドル - 女性: 19,521米ドル - 人口1人あたり収入: 13,813米ドル - 貧困線以下 - 対人口: 14.8% - 対家族数: 11.9% - 18歳未満: 18.9% - 65歳以上: 9.0% |

## 都市
- アシークワ
- バーリー - カシア郡の郡庁所在地、一部がミニドカ郡内に入る
- ヘイバーン
- ミニドカ
- ポール
- ルパート - 郡庁所在地

## 教育
- ミニコ高校が郡内唯一の公立高校である。